# Euschistus politus
Euschistus politus är en insektsart som beskrevs av Philip Reese Uhler 1897. Euschistus politus ingår i släktet Euschistus och familjen bärfisar. Inga underarter finns listade i Catalogue of Life.